# Nord 3400 Norbarbe
 (juin 2012).
Si vous disposez d'ouvrages ou d'articles de référence ou si vous connaissez des sites web de qualité traitant du thème abordé ici, merci de compléter l'article en donnant les références utiles à sa vérifiabilité et en les liant à la section « Notes et références ».
Le Nord 3400 Norbarbe est un monomoteur monoplan à aile haute de Nord-Aviation.

## Historique
Le gouvernement français lance en 1956 un programme d'avion léger d'observation et d'évacuation sanitaire pour remplacer les Piper L-18 et Cessna L-19. Le projet présenté par la SNCAN (Société nationale des constructions aéronautiques du Nord) fut le seul retenu par la commission d'examen des projets qui fit connaître le résultat le 11 janvier 1957. Le Nord 3400 effectua son premier vol le 20 janvier 1958, piloté par André Turcat, et il est commandé à 150 unités. L'Aviation légère de l'Armée de terre les réceptionna entre le 9 juillet 1959 et mars 1961. Elle en céda six unités à la gendarmerie nationale qui l'employa comme avion d'observation de 1972 à 1974.

## Caractéristiques

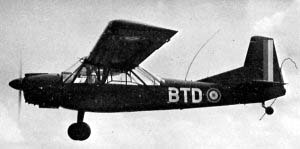

L'appareil était propulsé originellement par un moteur Potez 4D 30 de 240 ch, actionnant une hélice bipale Ratier. Par la suite, ce moteur fut remplacé par un Potez 4D 34 de 260 ch, et en 1965, il reçoit une hélice tripale Hartzell Propeller à pas variable.
Le Nord 3400 est un monoplan à aile haute de forme rectangulaire sans flèche avec un dièdre continu de 2°. Cette aile peut être équipée d'un dispositif de repliage, par pivotement de chaque demi-plan.
Il est construit d'une structure en tubes métalliques, partiellement entoilée. Sa voilure rectangulaire, contreventée par un mât, est de structure très simple. La partie en avant du longeron est revêtue de métal. L'emplanture, dans la région occupée par les deux réservoirs souples de 110 litres auto-obturants, est aussi revêtue de métal, mais tout le reste de la surface est entoilé. D'importants dispositifs hypersustentateurs occupent toute l'envergure de l'aile : volets de courbure à déflecteur de bord d'attaque dans la partie centrale de la voilure et volets d'intrados sur les ailerons. Les empennages sont classiques, avec dérive simple, de structure métallique, les éléments mobiles étant entoilés. Le siège de l'observateur peut bouger à 360 degrés.